# Maiko

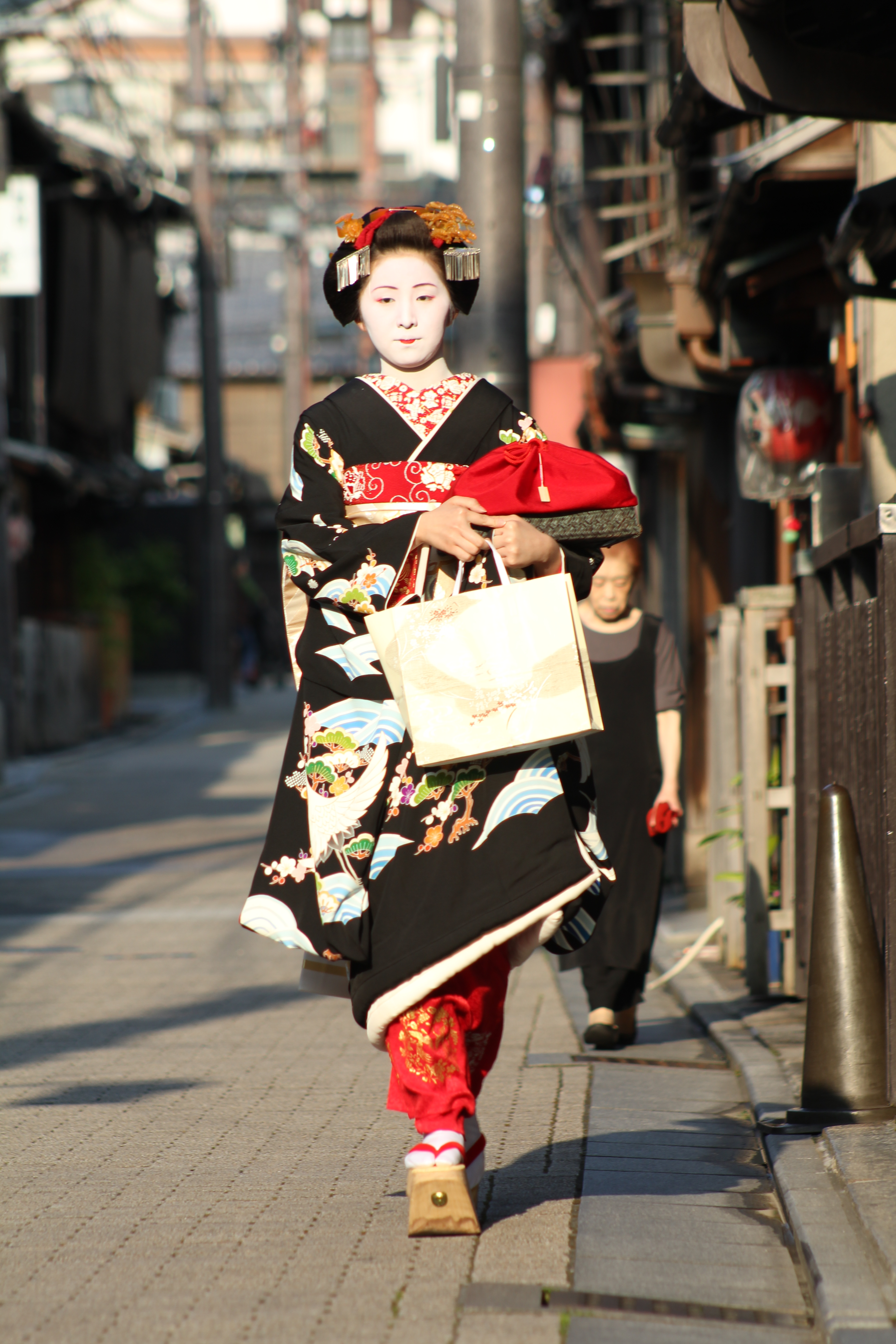
Una maiko es dirigeix a la seva següent cita a Kyoto.

Una maiko (japonès: 舞妓) és una aprenenta de geisha; aquesta paraula es compon dels kanjis 舞 (mai) que significa "ball" i 子 (ko) que significa "nena". És la maiko, amb el seu blanc maquillatge i pentinat i quimono elaborats, qui s'ha convertit en l'estereotip de la "geisha" per als occidentals, en lloc de la veritable geisha.

## Diferències entre una maiko i una geiko
L'aparença que els occidentals relacionen amb la d'una geisha és més aviat la d'una maiko, amb el seu pesat maquillatge blanc, el seu complicat pentinat i el seu colorit quimono, doncs mentre major és la geisha, més senzill és el seu abillament, el seu pentinat i el seu maquillatge. Fins i tot al Japó existeixen serveis perquè les turistes es prenguin fotos "disfressades de geisha" (anomenades maiko henshin), quan en realitat tenen l'aparença d'una maiko. Les geishas només usen el maquillatge blanc en ocasions molt especials. Durant el període del seu erikae, les maiko es pinten les dents de negre com a símbol de bellesa.
Les diferències entre l'abillament d'una maiko i una geiko són diverses. El quimono d'una maiko és un furisode, mentre que el d'una geiko és un tomesode. El nagajuban és de color vermell amb adorns en blanca, platejat o daurat mentre que el de la geiko és rosa clar. L'eri (coll del quimono) és de color vermell amb brodats de colors blancs, daurats o platejats mentre que una geiko ho porta blanc sense brodar. L'obi d'una maiko és un darari obi colorit que li penja fins als turmells, mentre que el de la geiko és un fukuro de colors suaus. L'obi-age d'una maiko és de color vermell i dissenys blancs i platejats i es pot veure com sobresurt sobre l'obi, mentre que el d'una geiko és pàl·lid i passa desapercebut. L'obi-jime d'una maiko és ample i brillant i el d'una geiko és pàl·lid i lleuger. L'obi-domi (pocchiri, per la maiko) és pesat i decorat i el d'una geiko és opcional i sobri. El pentinat d'una maiko es fa amb el seu propi cabell mentre que en la geiko es reconeix la perruca. Els adorns d'una maiko són vistosos i pesats, i els d'una geiko són pocs i sobris. El maquillatge d'una maiko és més recarregat i utilitzen més rosa en les galtes que una geiko, a més d'agregar el vermell al voltant dels ulls (que les geiko no utilitzen) i el calçat d'una maiko són els tintinabulants okobo i una geiko utilitza els zori i els geta.

## Aparença
Durant els primers tres anys del seu entrenament la maiko usa el seu maquillatge gairebé tot el temps, i al principi la seva onee-sant ("germana major") o l'okaa-sant ("mare") de l'okiya l'ajuden a maquillar-se, fent-ho després ella sola. Després d'aquest període inicial, la maiko usa un maquillatge més lleuger, significant que ha aconseguit un cert grau de maduresa, de manera que una geisha major de trenta anys ja usa molt poc maquillatge, doncs la seva bellesa natural deu mostrar-se.
Quant al seu vestit, les maiko usen el seu quimono lligat amb un obi més extravagant i colorit que el d'una geisha. La manera de lligar l'obi durant el període de maiko és anomenat "darari". Una altra diferència que distingeix a les geishas en els seus diferents períodes de formació és el nagajuban, que s'usa sota el quimono, i que una geiko usa de color vermell i rosa, mentre una maiko ho té vermell amb dissenys blancs, daurats i platejats. Els colls del quimono de les maiko principiants són predominantment vermells amb brodats blancs, platejats i daurats; a més porten brodat l'escut del seu okiya en un extrem. A mesura que van avançant en el seu entrenament, en el brodat va predominant el blanc per demostrar l'antiguitat. En arribar als vint anys, el coll arriba a ser completament blanc i sense disseny (erikae). Les maiko usen, a manera de sabates per fora de casa, els okobo (que també són anomenats "pokkuri" o "koppori" pel so que fan en caminar); aquestes són sandàlies de fusta que posseeixen una sola molt alta amb un tall angular en la part frontal, fets normalment de fusta de salze. El color de les cintes amb les quals es lliguen distingeixen l'antiguitat de la maiko, sent vermelles al principi, després liles, i grogues en aproximar-se la fi del seu entrenament. Les geishas usen zori (de sola plana) o geta (amb blocs de fusta per pujar-les durant climes inclements) com a sandàlies per a l'exterior. No obstant això i en acostar-se a l'Erikae, la maiko utilitza zori i geta en lloc dels okobo.
El pentinat, que ha anat variant al llarg de la Història, a partir del segle xvii va prendre l'estil Shimada, amb trosses de diferents formes i complicació, que indiquen els diferents graus de maduresa, formació i estatus.
Durant els tres primers dies com Minarai, la Maiko utilitzarà el pentinat Mishidashi. Després canviarà a l'estil Wareshinobu. Al cap de tres anys el seu pentinat canviarà a Momoware; i en acostar-se al seu erikae, el seu pentinat serà l'Ofuku. Aquests pentinats porten una espècie de trossa en la part posterior, que s'obre i deixa veure una seda vermella anomenada kanoko.
Els adorns del cabell d'una maiko canvien d'acord amb el mes de l'any. La maiko portarà un bira-bira en la part esquerra del seu pentinat; després un o més tama kanzashi de coral vermell o verd o taronja (en l'erikae, és de color marró) s'insereixen sota la trossa; diversos kanoko domi complementen. També poden portar sota la trossa, i només per la seva omisedashi, els miokura (espècie de rectangles platejats). Una llarga corona de flors-flama Tachibana es pren sobre el casc (també poden ser reemplaçats pels kanoko domi en certes ocasions especials) i després es porta un hana kanzashi en el costat dret del pentinat.

## Etapes de l'entrenament d'una maiko
Les geishas de Tòquio en general no segueixen el procés ritual d'aprenentatge d'una maiko de Kyoto. El període de formació pot ser de sis mesos a un any -notablement més curt que el d'una maiko de Kyoto- abans que ella debuti com geisha amb tot el dret. L'aprenenta es denomina ´´nihongo|han'gyoku|半玉}} o "semi-joia", o pel terme més genèric o-shaku (御酌, lit. Aquella que aboca (alcohol)). En mitjana, les geishas de Tòquio tendeixen a ser majors que les seves homòlogues de Kyoto, i moltes ostenten títols universitaris.
Tradicionalment, les geishas comencen la seva formació a una edat molt primerenca, i encara que algunes nenes són venudes a cases de geisha (okiya), aquesta no és una pràctica comuna en els districtes de renom. Filles de geishas sovint es desenvolupen també com geishas, sent en general la successora ("atotori", que significa hereva) o filla de paper ("musume-bun") de l'okiya.
La primera etapa de capacitació es diu shikomi. Quan la nena arriba a l'okiya, es posa a treballar com serventa, i ha de fer tot el que se li diu. El treball és difícil amb la intenció de "fer" o "trencar" a les noves nenes. La menor de totes les joves shikomi de la casa haura d'esperar a la nit, que les geishas majors tornin dels seus compromisos, de vegades fins i tot tan tard com les dues o les tres de la matinada. Durant aquesta etapa de capacitació, la shikomi deu anar a classes a l'escola de geishas de l'hanamachi. En els temps moderns, aquesta etapa encara existeix, majorment per acostumar a la nena al dialecte tradicional, tradicions i vestimenta de la "karyūkai".
Una vegada que la recluta es torna competent en les arts d'una geisha, i aprova un últim i difícil examen de dansa, és ascendida a la segona etapa de formació: minarai. El dia del seu debut com minarai (anomenat misidashi) és presentada formalment a l'hanamachi com una nova geisha, començant llavors aquesta etapa. Les minarai són rellevades de les seves tasques domèstiques. L'etapa minarai se centra en l'entrenament de camp. Encara que les minarai assisteixen a ozashiki (banquets en els quals els hostes són atesos per geishes), no ho fan en un nivell avançat. Se suposa que el seu quimono, més elaborat fins i tot que el d'una maiko, deu parlar per elles. Les minarai poden ser contractades per a festes, però en general no són convidades (si bé acollides amb satisfacció) a les festes a les quals la seva onee-sant (que significa "germana major", i és la mentora de la minarai) assisteix. Cobren 1/3 d'hanadai ("cost de flor"). Les minarai en general, treballen en estreta col·laboració amb una casa de te (anomenada "minarai-jaya") per aprendre de la "okaa-sant" (titular de la casa). Aquestes tècniques no s'ensenyen a l'escola, ja que l'adquisició d'habilitats com la conversa i els jocs d'atzar només poden ser adquirides a través de la pràctica. Aquesta etapa només dura al voltant d'un mes més o menys.
Després d'un breu període, la tercera (i més famosa) etapa de formació comença, anomenada maiko. Les maiko són aprenentes de geisha, i aquesta etapa pot durar anys. Les maiko aprenen de les seves geishas mentores i les acompanyen a tots els seus compromisos. La relació entre una onee-sant i el seu imouto-sant (aprenent) és molt important. L'onee-sant de cada maiko li ensenya tot sobre el seu treball en l'hanamachi, per la qual cosa el seu ensenyament és vital. Ella li ensenya la manera correcta de servir el te, tocar shamisen, i ballar; així mateix la xerrada casual, que també és important que aprengui una maiko per a futures invitacions a més reunions i cases de te. L'onee-sant, fins i tot ajuda a la maiko a escollir un nou nom professional amb els kanji o símbols relacionats amb el seu propi nom. Encara que un diria que les geishas són propenses a "coquetejar", això es deu només a la seva naturalesa i són tan púdiques que semblen innocents; encara que existeixen variacions regionals, doncs així com les han'gyoku de Tòquio són conegudes per ser atrevides, les maiko de Kyoto ho són per ser púdiques.
Després d'un període tan curt com sis mesos (a Tòquio) o fins a cinc anys (a Kyoto), la maiko és ascendida a ser una veritable geisha, i cobra el preu complet pel seu temps. Les geishes romanen com a tals fins que es jubilen.